# Kostel svatého Eustacha (Paříž)
Kostel svatého Eustacha (francouzsky Église Saint-Eustache) je římskokatolický farní kostel v 1. obvodu v Paříži postavený v letech 1532–1633.

## Historie
Počátky kostela sahají až do začátku 13. století, kdy zde byla postavena kaple svaté Anežky. Krypta tohoto zasvěcení se dosud nachází na východní straně kostela. Tuto kapli nechal vystavit pařížský měšťan Jean Alais, jako vděk za privilegium, které obdržel od francouzského krále Filipa II. Augusta, vybírat denár z každého koše ryb dovezených do pařížské tržnice.
V roce 1223 byla kaple povýšena na farnost a patrocinium bylo změněno na svatého Eustacha. Důvodem nového zasvěcení byl nejspíš přesun relikvie mučedníka Eustacha do nového kostela z opatství Saint-Denis. Kostel byl postupně několikrát přestavěn a rozšířen, jak se zvyšoval počet obyvatel ve čtvrti.
V roce 1532 bylo nakonec rozhodnuto postavit zcela nový kostel. Základní kámen budovy položil 19. srpna téhož roku pařížský prévôt Jean de la Barre. Kostel byl postaven v gotickém slohu, ale již pod vlivem renesance. Výstavba kostela postupovala pomalu kvůli častým finančním potížím. Po několika přerušení stavby byl kostel dokončen v roce 1633 a dne 26. dubna 1637 jej vysvětil pařížský arcibiskup Jean-François de Gondi.
Staré západní průčelí Saint-Eustache, jehož jižní věž zůstala nedostavěná, bylo omezeno výstavbou dvou kaplí z příkazu ministra Colberta v roce 1665. Navíc bylo rozhodnuto jej přestavět. Nový projekt navrhl architekt Louis Le Vau a Colbert měl zajistit financování. Avšak základní kámen přestavby položil až 22. května 1754 Ludvík Filip II. Orleánský. Přestavbou byl pověřen architekt Jean Hardouin-Mansart de Jouy. Stavba se vlekla pro nedostatek prostředků. Původní projekt počítal se dvěma dvoupatrovými věžemi spojenými galerií, ta však byla změněna na velký fronton. Stavbu dokončil architekt Pierre-Louis Moreau-Desproux. Pravá věž zůstala přesto dodnes nedokončena.
Kostel získal na významu díky tomu, že se nacházel v blízkosti královského paláce Louvre. Byli zde pokřtěni Ludvík XIV. stejně jako kardinál Richelieu, dramatici Tiberio Fiorilli a Molière a madame de Pompadour. Pohřbeni zde byli ministr Colbert (1683), skladatel Jean-Philippe Rameau (1764), generál François de Chevert (1769), admirál Anne Hilarion de Costentin de Tourville (1701), básník Vincent Voiture (1648) nebo spisovatel Pierre Carlet de Chamblain de Marivaux (1763). Pohřební obřady zde měli básník Jean de La Fontaine (1695), politik Honoré Gabriel Riqueti de Mirabeau (1791) a Anna Maria Mozartová (1778), Mozartova matka, která byla pohřbena na přilehlém hřbitově. Maximilien de Béthune, vévoda ze Sully (1560–1641), ministr Jindřicha IV. a Simon Arnauld de Pomponne (1618-1699), ministr Ludvíka XIV. zde měli svatbu.
Ve třetí kapli v ambitu vlevo se nachází obraz Tobiáš a anděl (1575) florentského malíře Santi di Tito (1536–1603).
Zdejší varhany jsou se svými více než 8 000 píšťalami a 101 rejstříkem největšími ve Francii, před varhanami v katedrále Notre-Dame (111 rejstříků, asi 8 000 píšťal) a kostele Saint-Sulpice (102 rejstříky, asi 7 500 píšťal).